# Maria Coraggio
Maria Coraggio è un brano musicale dei Litfiba, terzo singolo estratto dall'album Eutòpia.

## Tematiche
I Litfiba hanno dedicato questa canzone alla testimone di giustizia Lea Garofalo.

## Formazione
- Piero Pelù - voce
- Federico Renzulli - chitarra acustica, chitarra elettrica
- Antonio Aiazzi - pianoforte, tastiera
- Franco Li Causi - basso elettrico
- Luca Martelli - batteria